# 蒙特羅斯 (明尼蘇達州)
蒙特羅斯（英語：Montrose）是一個位於美國明尼蘇達州賴特縣的城市。

## 歷史
蒙特羅斯於1878年成立，1881年建制，得名自蘇格蘭的蒙特羅斯。

## 人口
根據2020年美國人口普查的數據，蒙特羅斯的面積為7.99平方千米，當中陸地面積為7.97平方千米，而水域面積為0.02平方千米。當地共有人口3775人，而人口密度為每平方千米472人。